# Christian Mercier
 (juillet 2010).
Si vous disposez d'ouvrages ou d'articles de référence ou si vous connaissez des sites web de qualité traitant du thème abordé ici, merci de compléter l'article en donnant les références utiles à sa vérifiabilité et en les liant à la section « Notes et références ».
Christian Mercier est un cascadeur professionnel belge, mort le 13 juin 2013 dans un accident de la route à Tournai. Il est dans le  livre Guinness des records avec 10 records du monde.